# -ov
-ov  este un sufix slav folosit adesea în toponime. 

## Exemple
- România: Brașov, Râșnov, Bascov, Spanțov, Ostrov, Neajlovu, Roznov, Snagov
- Republica Moldova: Vadul-Rașcov
- Rusia: Saratov, Koroliov, Serov, Pskov
- Bulgaria: Sviștov, Samokov